# Hunesehalli, Honnali
Hunesehalli là một làng thuộc tehsil Honnali, huyện Davanagere, bang Karnataka, Ấn Độ.